# الیر، اتس-پیرنیس
الیر، اتس-پیرنیس (به فرانسوی: Allier, Hautes-Pyrénées) یک کمون در فرانسه است که در اوپیرنه واقع شده‌است.

## خصوصیات
الیر ۳٫۶۹ کیلومترمربع مساحت و ۳۷۸ نفر جمعیت دارد و ۳۹۸ متر بالاتر از سطح دریا واقع شده‌است.